# Cancer Cell
Cancer Cell est une revue scientifique américaine spécialisée dans la recherche sur le cancer et l'oncologie  dans le champ de la biologie cellulaire, de la biologie moléculaire, et de la physiologie. Elle est éditée  depuis le 1er février 2002. Elle est publiée mensuellement en anglais par le groupe Cell Press. En 2014, son facteur d'impact est de 23,523. Ses archives sont libres d'accès 12 mois après publication.